# Тепловізорні зображення

## Термінологія
Інфрачервона термографія – теплове  зображення або теплове відео – спосіб одержання термограми  - зображення в інфрачервоних променях, що показує картину розподілу температурних полів. Термографічні камери – тепловізори – реєструють випромінювання в інфрачервоному діапазоні електромагнітного спектра і на цій основі створюють термографічні зображення.
Теплові́зор (інфрачервона камера) — оптико-електронний прилад для візуалізації температурних полів та вимірювання температури. Переважно працює в інфрачервоній частині електромагнітного спектру - теплові зображення утворюються завдяки зміщенню максимумів спектрів власного випромінювання тіл під час їх нагрівання у короткохвильову область.
Тепловізори поділяють за принципом дії на сканувальні та з багатоелементним приймачем випромінювання. Приймач випромінювання може бути охолоджуваним або неохолоджуваним.
Іконіка –  це науковий напрям, що вивчає загальні властивості зображень, визначає мету та задачі їх перетворень, обробки та відтворення за допомогою різних методів і засобів.

## Факти з історії
Перші зображення Землі з космосу в тепловому інфрачервоному діапазоні були отримані з американського метеорологічного супутника TIROS-1. Супутник запускався в інтересах Національного аерокосмічного агентства (NASA) та Міністерства оборони США. Незважаючи на те, що дані, отримані сенсорами супутників TIROS-1 і 2, характеризувалися низьким просторовим дозволом, була вперше показана можливість використання даних теплового дистанційного зондування для вирішення цілого ряду метеорологічних завдань. З 1962 року здійснюються запуски супутників серії «Космос», які склали істотну частину радянської програми космічних досліджень. Дуже важливу роль супутники «Космос» зіграли у вдосконаленні служби погоди: на базі метеосупутників «Космос-144» і «Космос-156» в 1967 році була створена експериментальна метеорологічна система «Метеор».
З плином часу космічні технології отримання супутникових даних в тепловому діапазоні удосконалювалися як щодо просторового дозволу, так і температурного. Наприклад, знімки, одержувані радіометрами з супутника NOAA на початку 70-х років, характеризувалися просторовим дозволом 6 км при температурному дозволі 1 ° С; потім сканирующая система AVHRR супутника NOAA дозволила отримувати теплові інфрачервоні знімки з просторовим дозволом 1,1 км і температурних 0,1 - 0,2 ° С. Удосконалення технології отримання теплових зображень призвело до розробки радіометрів, що дозволяють реєструвати теплове випромінювання Землі не в одному каналі, а в декількох вузьких спектральних каналах в діапазоні від 8 до 14 мкм. Використання декількох спектральних каналів теплового інфрачервоного діапазону забезпечує розвиток різних напрямків дослідження Землі і планет, наприклад, визначення температури поверхні суші і океану, розпізнавання геологічних структур і типів гірських порід на основі теплової інфрачервоної спектрометрії.

## Аналіз тепловізорних знімків
Наведені нижче алгоритми можна застосовувати для аналізу теплових полів на знімках:

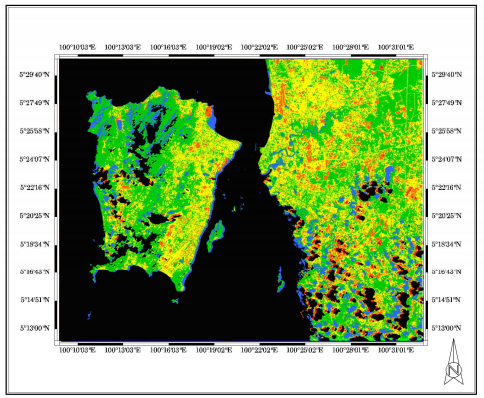
Термографічне зображення

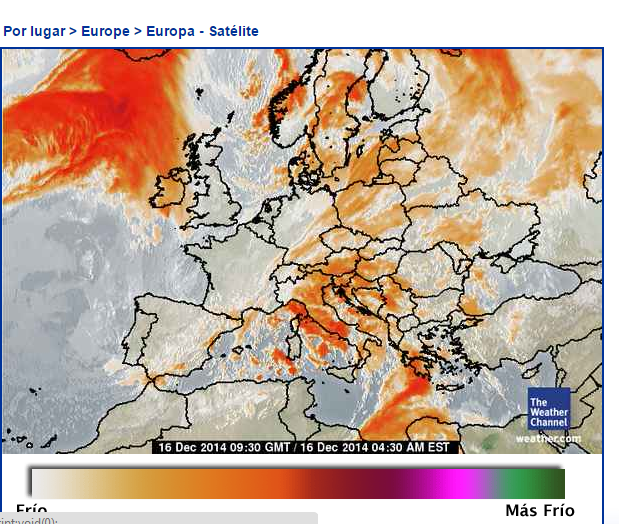
Термографічна мапа

- Алгоритм генерації теплової плазми;
- Алгоритм генерації синусоїдної плазми;
- Tassan's algorithm;
- та інші.

До вимірювальних методів дистанційного зондування поверхні Землі, що використовують тепловий діапазон, можуть бути віднесені:
- дистанційний геотермічний метод - картографування теплового потоку, теплової інерції і швидкості випаровування вологи з поверхні;
- дистанційна ІЧ-спектрометрія - визначення мінерального складу поверхневих відкладень;
- визначення концентрацій різних газів в атмосфері.

## Застосування
При пошуку зображень можна користуватись методами обробки концентрації кольорів.
Пошук зображень за допомогою порівняння колірних складових проводиться за допомогою побудови Гістограми кольору їх розподілу. У цей час ведуться дослідження з побудови опису, в якому зображення ділиться на регіони за схожими колірним характеристикам, і далі враховується їх взаємне розташування. Опис зображень за допомогою кольорів, з яких воно складається, є найбільш поширеним, оскільки воно не залежить від розміру або орієнтації зображення. Побудова гістограм з наступним їх порівнянням використовується найбільш часто, але не є єдиним способом опису колірних характеристик. Використовуються алгоритми визначення площ концентрацій та знаходження границь кольорів, їх комбіноване використання та певну модифікацію алгоритмів генерації зображень.